# War Requiem
War Requiem, Op. 66 é um  réquiem não-litúrgico de autoria do compositor inglês Benjamin Britten. Trata-se de uma obra de grande escala composta em 1961 e finalizada em janeiro de 1962, na qual se intercalam, ao texto  latino cantado da missa de réquiem, nove poemas musicados. São poemas contra a guerra, escritos pelo poeta inglês Wilfred Owen (1893 – 1918), morto em ação na Primeira Guerra Mundial, e funcionam como uma espécie de comentário irônico à missa de réquiem latina.
A obra foi composta, sob encomenda, para a consagração da nova Catedral de Coventry, reconstruída depois que a estrutura original do século XIV foi destruída  durante o bombardeio da cidade, na Segunda Guerra Mundial. 
O War Requiem inclui partes para soprano, tenor e barítono solistas, coro, órgão e duas orquestras (uma orquestra completa e uma orquestra de câmara).  A orquestra de câmara, o tenor e o barítono acompanham as inserções de poesia de Owen, enquanto o soprano, os coros e a orquestra completa são usados nas partes em latim. Todos os componentes se combinam na conclusão. O War Requiem tem uma duração de aproximadamente 90 minutos. 

## Gravações
- London: Galina Vishnevskaya, Peter Pears, Dietrich Fischer-Dieskau; The Bach Choir, London Symphony Orchestra Chorus; Melos Ensemble, London Symphony Orchestra; Benjamin Britten, maestro
- EMI Classics: Elisabeth Söderström, Robert Tear, Thomas Allen; CBSO Chorus; Boys of Christ Church Cathedral Oxford; City of Birmingham Symphony Orchestra; Sir Simon Rattle, maestro
- Teldec: Carol Vaness, Jerry Hadley, Thomas Hampson; Westminster Choir; American Boy Choir; New York Philharmonic; Kurt Masur, maestro
- BBC Legends: Stefania Woytowicz, Peter Pears, Hans Wilbrink; New Philharmonia Chorus; Wandsworth School Boys' Choir; New Philharmonia Orchestra, Melos Ensemble; Carlo Maria Giulini, Benjamin Britten, maestros
- Chandos: Heather Harper, Philip Langridge, John Shirley-Quirk; London Symphony Orchestra and Chorus; Choristers of Saint Paul's Cathedral; Richard Hickox, maestro
- Naxos: Lynda Russell, Thomas Randle, Michael Volle; Scottish Festival Chorus; BBC Scottish Symphony Orchestra; Martyn Brabbins, maestro
- Deutsche Grammophon: Luba Orgonasova, Anthony Rolfe Johnson, Boje Skovhus; Monteverdi Choir; Tölzer Knabenchor; NDR Sinfonie-Orchester; John Eliot Gardiner, maestro
- Telarc: Lorna Haywood, Anthony Rolfe Johnson, Benjamin Luxon; Atlanta Symphony Orchestra and Chorus; Atlanta Boy Choir; Robert Shaw, maestro
- LPO: Christine Brewer, Anthony Dean Griffey, Gerald Finley; London Philharmonic Orchestra and Choir; Kurt Masur, maestro
- Klavier: Jeannine Altmeyer, Ladd Thomas, Michael Sells; William Hall Orchestra and Chorale; William Hall, maestro
- Naxos: Christine Goerke, Richard Clement, Richard Stilwell; The Washington Chorus and Orchestra; Robert Shafer, maestro